# Cum gravissima
Cum gravissima ist ein Apostolisches Schreiben von Papst Johannes XXIII. in Form eines Motu proprios. Es wurde am 15. April 1962, dem Palmsonntag, in den Acta Apostolicae Sedis (AAS), dem Amtsblatt des Heiligen Stuhls, veröffentlicht. Es legt fest, dass alle Kardinäle – unabhängig davon, welcher Kardinalsklasse sie angehören – vor ihrer Erhebung die Bischofsweihe empfangen haben sollen. Seit 1917 sollten sie zumindest die Priesterweihe empfangen haben. Zuvor wurden auch in Einzelfällen Laien zu Kardinälen erhoben.

## Allgemeines
Cum gravissima ist eines von dreizehn Motu proprios, die Johannes XXIII. während seines Pontifikats zwischen Oktober 1958 und Juni 1963 veröffentlichte. Es ist in lateinischer Sprache abgefasst, der Amtssprache des Heiligen Stuhls; ferner wurde es auf Spanisch veröffentlicht. Der Titel Cum gravissima leitet sich aus dem ersten Satz des Briefes ab, beginnend mit „Cum gravissima sint munera Sacro Cardinalium Collegio concredita, …“ (übersetzt etwa: „Da die dem Kardinalskollegium übertragenen Aufgaben von größtem Gewicht sind, …“).
Bereits im Canon 232 des Codex Iuris Canonici von 1917 war festgelegt worden, dass Kardinäle zumindest die Priesterweihe empfangen haben sollten. Theodulf Mertel war bei seiner Ernennung 1858 der letzte Laie, der Kardinal wurde.

## Hintergrund
Zur damaligen Zeit wurde das Zweite Vatikanische Konzil vorbereitet, das schließlich vom 11. Oktober 1962 bis zum 8. Dezember 1965 mit insgesamt 3044 Teilnehmern stattfand, darunter 2498 Konzilsvätern, also Stimmberechtigten. Es wurde von dem damals 80-jährigen Papst Johannes XXIII. mit dem Auftrag zu pastoraler und ökumenischer Erneuerung einberufen. Für viele Treffen war die Rangordnung der einzelnen Funktionsträger der römisch-katholischen Kirche, insbesondere die protokollarische Rangordnung, bedeutsam.
Inhaltlich-thematisch steht dieses Motu proprio in enger Verbindung zu einem weiteren Apostolischen Schreiben von Papst Johannes XXIII., dem nur vier Tage zuvor, am 11. April 1962, veröffentlichten Motu Proprio Suburbicariis sedibus. Dieses legte fest, dass für die suburbikarischen Bistümer eigene Diözesanbischöfe ernannt werden und die Kardinalbischöfe keine Jurisdiktion mehr über sie ausüben sollten.
Die protokollarische Rangordnung der römisch-katholischen Kirche richtet sich in erster Linie nach der empfangenen Weihe (Bischofs-, Priester- oder Diakonweihe). Direkt nach dem Papst sind die Kardinäle eingeordnet: Rangmäßig kommt zuerst der Kardinaldekan, es folgen der Kardinalsubdekan und die Kardinalbischöfe. Anschließend kommen der Kardinalprotopriester, die restlichen Kardinalpriester nach dem Kreierungsdatum, der Kardinalprotodiakon und die Kardinaldiakone nach Kreierungsdatum, unabhängig davon, welche Stufe der Weihe sie erhalten haben. Im Anschluss kommen die Patriarchen, soweit sie nicht Kardinäle sind. Entgegen dem Grundsatz standen somit nach der alten Regelung beispielsweise Kardinaldiakone, die nur die Priesterweihe empfangen hatten, rangmäßig über Patriarchen, die immer geweihte Bischöfe sind. Unter anderem mit Cum gravissima beseitigte Papst Johannes XXIII. bisherige Durchbrechungen der den Rang bestimmenden Regeln.

## Auswirkungen vonCum gravissima
Im Vorgriff auf Cum gravissima wurden alle zwölf Kardinaldiakone, die noch nicht die Bischofsweihe empfangen hatten, am 5. April 1962 zu Titularerzbischöfen ernannt. Am 19. April 1962, einem Gründonnerstag, weihte Papst Johannes XXIII. sie persönlich zu Bischöfen. Mitkonsekratoren waren der Präfekt der Kongregation für die Seminare und Universitäten, Giuseppe Kardinal Pizzardo, und der Präfekt der Kongregation für die Ordnung der Sakramente, Benedetto Kardinal Aloisi Masella. Somit waren die Vorgaben des Motu Proprio bereits vier Tage nach der Verkündigung umgesetzt.
Bereits damals war es lange Tradition, dass ein Titularbistum nach der Erhebung seines Inhabers zum Kardinal wieder frei und ein neuer Titularbischof ernannt werden kann. Entsprechend verloren die Neugeweihten am 19. April 1962, dem Tag ihrer Weihe, ihre Titularbistümer. Seither wird einem Priester, dessen Ernennung zum Kardinal durch den Papst angekündigt wurde, in den Wochen bis zur offiziellen Kardinalskreierung ein Titularbistum zugeteilt und die Bischofsweihe gespendet. Beim deutschen Kurienpriester Walter Brandmüller verkündete Papst Benedikt XVI. im Anschluss an den Angelus am 18. Oktober 2010 die Ernennung bekannt, am 4. November 2010 erfolgte die Ernennung zum Titularerzbischof von Caesarea in Mauretania und am 13. November 2010 erfolgte die Weihe zum Bischof. Am 20. November 2010 fand die Erhebung zum Kardinal statt und das Titularbistum war ab diesen Tag wieder ohne Inhaber. Am 26. November 2011 erfolgte die Ernennung von Marek Solczyński zum Titularerzbischof.
Der Papst kann jedoch auf Wunsch des angehenden Kardinals diesen von der Verpflichtung dispensieren. Diese Ausnahme trifft zum Beispiel auf Albert Vanhoye und Ernest Simoni zu. Seit 1994 haben einige Jesuiten auf die Bischofsweihe vor ihrer Erhebung zum Kardinal verzichtet.
Cum gravissima bewirkte somit gemeinsam mit Suburbicariis sedibus, dass die drei Kardinalklassen zu einer reinen Ehrenrangfolge wurden.
| Nr. | Name                   | Alter | Titularerzbistum       | Titeldiakonie                                     | Kurienamt                                                             | Ref    |
| --- | ---------------------- | ----- | ---------------------- | ------------------------------------------------- | --------------------------------------------------------------------- | ------ |
| 1   | Alfredo Ottaviani      | 71    | Berrhoea               | Santa Maria in Domnica                            | Sekretär des Heiligen Offizium                                        | [ 6 ]  |
| 2   | Alberto di Jorio       | 77    | Castra Nova            | Santa Pudenziana                                  | Pro-Präsident der Päpstlichen Kommission für den Vatikanstaat         | [ 7 ]  |
| 3   | Francesco Bracci       | 82    | Idassa                 | San Cesareo in Palatio                            | Sekretär der Kongregation für die Ordnung der Sakramente              | [ 8 ]  |
| 4   | Francesco Roberti      | 72    | Columnate              | Santa Maria in Cosmedin                           | Kardinalpräfekt des Obersten Gerichtshofs der Apostolischen Signatur  | [ 9 ]  |
| 5   | André Jullien          | 79    | Corone                 | San Giorgio in Velabro                            | Dekan der Römischen Rota                                              | [ 10 ] |
| 6   | Arcadio María Larraona | 74    | Diocaesarea in Isauria | Santi Biagio e Carlo ai Catinari                  | Sekretär der Kongregation für die Ordensleute                         | [ 11 ] |
| 7   | Francesco Morano       | 89    | Fallaba                | Santi Cosma e Damiano                             | Sekretär beim Obersten Gerichtshof der Apostolischen Signatur         | [ 12 ] |
| 8   | William Theodore Heard | 78    | Feradi Maius           | San Teodoro                                       | ehemaliger Dekan der Römischen Rota                                   | [ 13 ] |
| 9   | Augustin Bea           | 80    | Germania in Numidia    | San Saba                                          | Präsident des Sekretariats für die Förderung der Einheit der Christen | [ 14 ] |
| 10  | Antonio Bacci          | 76    | Colonia in Cappadocia  | Sant’Eugenio                                      | ehemaliger Sekretär der Abteilung für die Breven an die Fürsten       | [ 15 ] |
| 11  | Michael Browne         | 74    | Idebessus              | San Paolo alla Regola                             | ehemaliger Generalmagister der Dominikaner                            | [ 16 ] |
| 12  | Anselmo Albareda       | 70    | Gypsaria               | Sant’Apollinare alle Terme Neroniane-Alessandrine | Präfekt der Vatikanischen Bibliothek                                  | [ 17 ] |